# This Christmas
This Christmas es una película de 2007 producida por Rainforest Films y distribuida por Screen Gems. Fue escrita, producida y dirigida por Preston A. Whitmore II. 

## Sinopsis
Es una historia de Navidad que gira en torno a la familia Whitfield, en la cual, el mayor hijo ha vuelto a casa por primera vez en cuatro años. La película se basa en la canción del mismo nombre de 1971, por Donny Hathaway. El tema aparece interpretado por Chris Brown en la película.

## Elenco
- Loretta Devine como Shirley Ann Whitfield.
- Delroy Lindo como Joe Black.
- Idris Elba como Quentin Whitfield, Jr.
- Regina King como Lisa Whitfield-Moore.
- Sharon Leal como Kelli Whitfield.
- Columbus Short como Claude Whitfield.
- Lauren London como Melanie Whitfield.
- Chris Brown como Michael Whitfield.
- Laz Alonso como Malcolm Moore.
- Ricky Harris como Fred Whitfield.
- Keith Robinson como Devan Brooks.
- Jessica Stroup como Sandi Whitfield.
- Lupe Ontiveros como Rosie.
- David Banner como Mo.
- Ronnie Warner como Dude.
- Mekhi Phifer como Gerald (cameo).